# Миль-Муганский экономический район

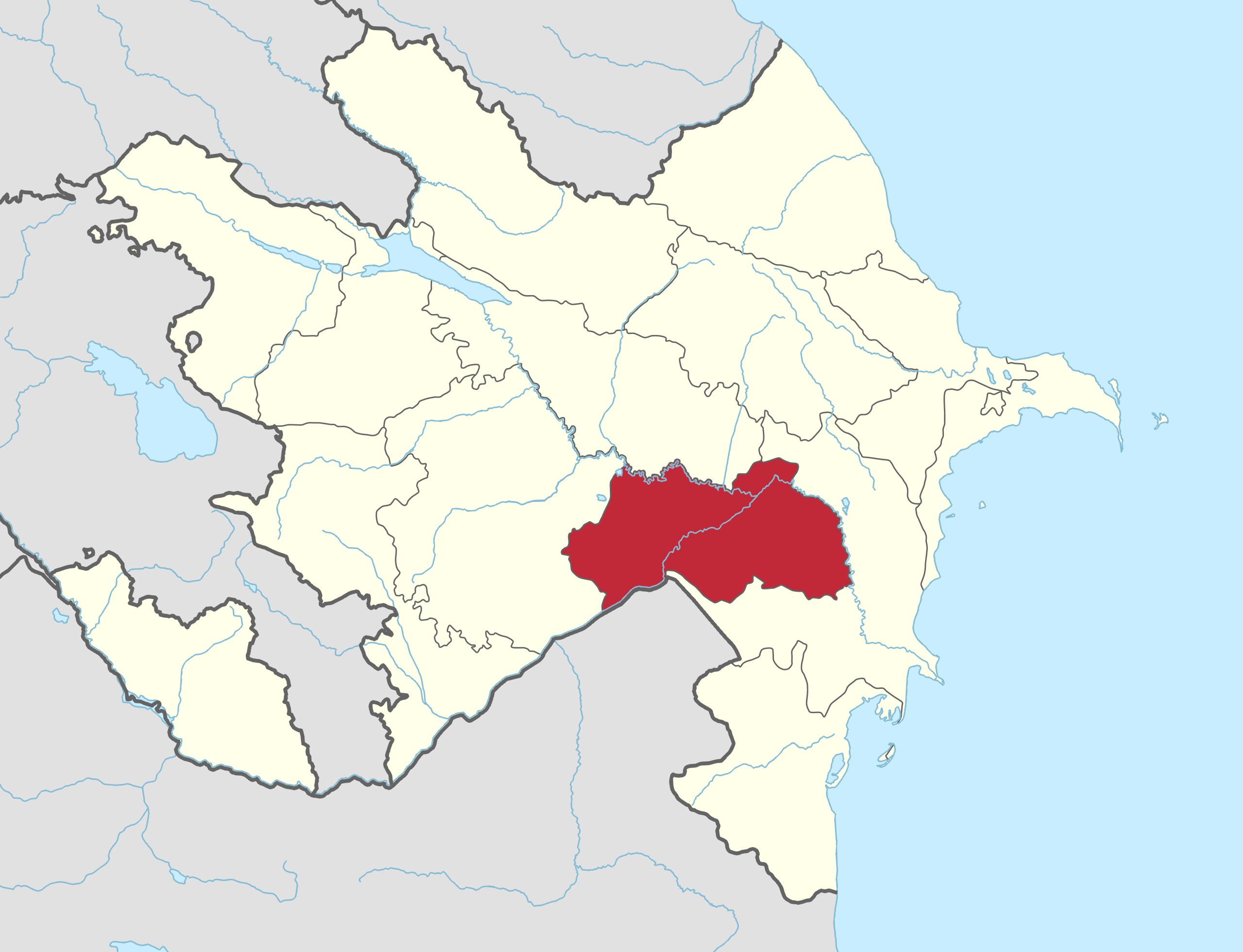
Миль-Муганский экономический район

Миль-Муганский экономический район (азерб. Mil-Muğan iqtisadi rayonu) — один из 14 экономических районов Азербайджана. Включает Бейлаганский, Имишлинский, Саатлинский и Сабирабадский административные районы.

## Общие сведения
С 1991 по 2021 год территория вышеперечисленных административных районов входила в состав Аранского экономического района (ныне Центрально-Аранский экономический район).
Миль-Муганский экономический район создан указом президента Азербайджана от 7 июля 2021 года «О новом разделении экономических районов в Азербайджанской Республике».
В 2022 году в районе действовало 10 817 субъектов малого и среднего бизнеса, в 2023 году — 11 596.